# J. Ross Robertson Cup
J. Ross Robertson Cup (fr. Coupe J. Ross Robertson), Puchar Johna Rossa Robertsona – trofeum przyznawane każdego sezonu za mistrzostwo ligi OHL. Nazwa pochodzi od imienia i nazwiska Johna Rossa Robertsona, który był prezydentem Ontario Hockey Association w latach 1899–1905.

## Lista zwycięzców
- 1933–1934 – St. Michael’s Majors
- 1934–1935 – Kitchener Greenshirts
- 1935–1936 – West Toronto Nationals
- 1936–1937 – St. Michael’s Majors
- 1937–1938 – Oshawa Generals
- 1938–1939 – Oshawa Generals
- 1939–1940 – Oshawa Generals
- 1940–1941 – Oshawa Generals
- 1941–1942 – Oshawa Generals
- 1942–1943 – Oshawa Generals
- 1943–1944 – Oshawa Generals
- 1944–1945 – St. Michael’s Majors
- 1945–1946 – St. Michael’s Majors
- 1946–1947 – St. Michael’s Majors
- 1947–1948 – Barrie Flyers
- 1948–1949 – Barrie Flyers
- 1949–1950 – Guelph Biltmore Mad Hatters
- 1950–1951 – Barrie Flyers
- 1951–1952 – Guelph Biltmore Mad Hatters
- 1952–1953 – Barrie Flyers
- 1953–1954 – St. Catharines Teepees
- 1954–1955 – Toronto Marlboros
- 1955–1956 – Toronto Marlboros
- 1956–1957 – Guelph Biltmore Mad Hatters
- 1957–1958 – Toronto Marlboros
- 1958–1959 – Peterborough TPT Petes
- 1959–1960 – St. Catharines Teepees
- 1960–1961 – St. Michael’s Majors
- 1961–1962 – Hamilton Red Wings
- 1962–1963 – Niagara Falls Flyers
- 1963–1964 – Toronto Marlboros
- 1964–1965 – Niagara Falls Flyers
- 1965–1966 – Oshawa Generals
- 1966–1967 – Toronto Marlboros
- 1967–1968 – Niagara Falls Flyers
- 1968–1969 – Montreal Junior Canadiens
- 1969–1970 – Montreal Junior Canadiens
- 1970–1971 – St. Catharines Black Hawks
- 1971–1972 – Peterborough Petes
- 1972–1973 – Toronto Marlboros
- 1973–1974 – St. Catharines Black Hawks
- 1974–1975 – Toronto Marlboros
- 1975–1976 – Hamilton Fincups
- 1976–1977 – Ottawa 67’s
- 1977–1978 – Peterborough Petes
- 1978–1979 – Peterborough Petes
- 1979–1980 – Peterborough Petes
- 1980–1981 – Kitchener Rangers
- 1981–1982 – Kitchener Rangers
- 1982–1983 – Oshawa Generals
- 1983–1984 – Ottawa 67’s
- 1984–1985 – Sault Ste. Marie Greyhounds
- 1985–1986 – Guelph Platers
- 1986–1987 – Oshawa Generals
- 1987–1988 – Windsor Spitfires
- 1988–1989 – Peterborough Petes
- 1989–1990 – Oshawa Generals
- 1990–1991 – Sault Ste. Marie Greyhounds
- 1991–1992 – Sault Ste. Marie Greyhounds
- 1992–1993 – Peterborough Petes
- 1993–1994 – North Bay Centennials
- 1994–1995 – Detroit Junior Red Wings
- 1995–1996 – Peterborough Petes
- 1996–1997 – Oshawa Generals
- 1997–1998 – Guelph Storm
- 1998–1999 – Belleville Bulls
- 1999–2000 – Barrie Colts
- 2000–2001 – Ottawa 67’s
- 2001–2002 – Erie Otters
- 2002–2003 – Kitchener Rangers
- 2003–2004 – Guelph Storm
- 2004–2005 – London Knights
- 2005–2006 – Peterborough Petes
- 2006–2007 – Plymouth Whalers
- 2007–2008 – Kitchener Rangers
- 2008–2009 – Windsor Spitfires
- 2009–2010 – Windsor Spitfires
- 2010–2011 – Owen Sound Attack
- 2011–2012 – London Knights
- 2012–2013 – London Knights
- 2013–2014 – Guelph Storm
- 2014–2015 – Oshawa Generals
- 2015–2016 – London Knights
- 2016–2017 – Erie Otters